# Saropogon clarkii
Saropogon clarkii är en tvåvingeart som beskrevs av Frederick Wollaston Hutton 1901. Saropogon clarkii ingår i släktet Saropogon och familjen rovflugor. Inga underarter finns listade i Catalogue of Life.